# سیارک ۱۱۳۱۵
سیارک ۱۱۳۱۵ (به انگلیسی: 11315 Salpetriere، نامگذاری:1994NS1) یازده هزار و سیصد و پانزدهمین سیارک کشف شده‌است که در ۸ ژوئیه ۱۹۹۴ کشف شد.
قدر مطلق سیارک برابر ۱۴٫۶۰ است.